# Иваново детињство
Иваново детињство (рус. Ива́ново де́тство), некада приказиван и као Моје име је Иван у САД, је совјетска ратна драма из 1962. Сценарио филма који је режирао Андреј Тарковски за литерарни поднесак има приповетку Владимира Богомолова Иван.
Филм говори о сирочету Ивану, чије родитеље убијају окупационе немачке снаге и његовом животу током Другог светског рата. Неколико сличних филмова, попут Ждралови лете, снимљени су у Совјетском Савезу са намером да прикажу људску жртву и страдање током рата, без глорификовања ратовања и војних победа, као што су чинили бројни други филмови из овог периода. У интервјуу датом 1962. редитељ филма Андреј Тарковски је изјавио да је снимањем филма желео да пренесе сву своју мржњу према рату, као и да је одабрао период детињства јер је највећи контраст спрам рата.
Иваново детињство је први дугометражни филм Тарковског. Филм му је донео интернационалну репутацију и успех, освојивши Златног лава на Филмском фестивалу у Венецији и Голден гејт награду на Сан Франциско ИФФ. Такође је изабран као совјетски кандидат за категорију Оскар за најбољи филм на страном језику. Други познати редитељи као што су Ингмар Бергман, Сергеј Параџанов, Кшиштоф Кјешловски су се веома афирмативно изјашњавали о филму и наводили га као један од утицаја на њихово уметничко стваралаштво.

## Прича
Сироче предтинејџерског узраста Иван Бондарев обавља извиђачке послове за совјетску војску. У стању је да као извиђач прође и стигне тамо где одрасли не могу, како због његове мале телесне величине, тако и због чињенице да нико не сумња да дечак обавља такав посао. Упркос чврстом држању, он често сања о срећним временима које је проводио са мајком која је, заједно са сестром, убијена у концентрационом логору. Након што Иван добије одређену информацију о напредовању немачких трупа, његов претпостављени официр жели да га пошаље у војну школу јер сматра да офанзива није место за дечака. Иван се заклиње да ће побећи и придружити се партизанима уколико га удаље са линије фронта. Након покушаја бежања, Ивану је дозвољено да остане и настави извиђачки посао. Иванове колеге и претпостављени, од којих многи на њега гледају као на сина, разматрају његов послератни живот и покушавају да се старају о дечаку током ратних збивања.

## Глумачка подела
- Николај Бурљајев — Иван Бондарев
- Валентин Зубков — капетан Холин
- Јевгениј Жариков — поручник Гаљцев
- Степан Крилов — Катаносов
- Валентина Маљавин — Маша
- Андреј Кончаловски — војник

## Продукција
Иваново детињство је први дугометражни филм Тарковског, снимљен две године након његовог дипломског филма Парни ваљак и виолина. Сценарио за филм је заснован на краткој причи Иван Владимира Богомолова, која је била преведена у више од двадесет језика. Сценариста Михаил Папава је променио делове приче и представио Ивана више као хероја. Сценариста је исправа назвао сценарио Други живот, предвидевши другачији крај за протагонисту. Незадовољан трагичним крајем, писац кратке приче Богомолов је интервенисао и крај је промењен.
Пре Тарковског филм је покушала да сними друга екипа, али је већ прва верзија филма добила изразито негативне критике од стране уметничког већа. Квалитет је оцењен као незадовољавајући и неупотребљив. У Јуну 1961. пројекат је предат Тарковском, који се пријавио за посао након што му је речено о раду директора фотографије Вадима Јусова, који је радио на филму. Рад на филму је настављен истог месеца. Филм је углавном снимљен уз реку Дњепар. Дечак који тумачи улогу Ивана, Николај Бурљајев, претходно је играо у једном студентском филму Тарковског а после улоге Ивана појавиће се у другом дугометражном филму Тарковског Андреј Рубљов.

## Критика
Иваново детињство спада у комерцијално успешније филмова Таркосвског. У СССР-у је за филм карту купило 16,7 милиона људи.
Због светске дистрибуције и значајних награда које је освојио, филм је заинтересовао бројне интелектуалце и филмаџије. Бергман је рекао: Моје откриће првог филма Тарковског је било попут чуда. Одједном, нашао сам се испред врата собе чији кључеви ми, до тада, нису били дати. Била је то соба у коју сам одувек желео да уђем а где се он кретао слободно и потпуно лагодно.
Жан-Пол Сартр је бранио достигнуће филма од негативних критика и додао да се ради о једном од најлепших филмова које је икада видео.
У каснијем интервјуу, Таковски (који није сматрао да је овај филм међу његовим бољим делима) је признао да се слагао са главном негативном критиком тог доба, као и да му је Сартрова одбрана филма била превише филозофска и спекулативна.
Филм има укупну оцену 100% на сајту Rotten Tomatoes, базирану на 24 рецензије, са просечном оценом 8.9/10. Консензус између критичара на сајту наводи: Наизглед атипичан филм Тарковског (мање од 100 минута!), Иваново детињство доноси поезију и страственост која ће надаље обележити редитеља.

## Рестаурација
Током 2016. филм је дигитално рестауриран. Нову верзију је похвалио The Independent који за филм наводи да је највише лирски ратни филм који је икада рестауриран.